# The Romantics
The Romantics est un groupe américain de pop rock, originaire de Détroit, dans le Michigan. Issu de la génération new wave et post-punk, il est formé en 1977 par Wally Palmar, Jimmy Marinos, Mike Skill et Rich Cole. Les chansons phares du groupe sont What I Like About You ainsi que Talking in Your Sleep. 

## Biographie

### Débuts (1977–1982)
Le premier concert des Romantics a lieu le 14 février 1977, le jour de la Saint-Valentin, au My Fair Lady Club de Détroit. Le groupe tourne pendant 3 ans à travers les États-Unis et se produit notamment au CBGB dans le quartier de Bowery à New York, au Rathskeller de Boston ou encore l’Agora de Cleveland. Le groupe est alors composé de Wally Palmar (chant/guitare rythmique/harmonica), Mike Skill (chant/guitare solo), Rich Cole (chant/basse) et Jimmy Marinos (chant/batterie). Ils sont repérés à Toronto par Greg Shaw, fondateur du label Bomp! Records. Label sur lequel ils sortiront leur premier EP. Les Romantics assurent ensuite les premières parties des Ramones avant de signer chez Nemperor Records. 
Ils enregistrent leur premier album en septembre 1979. Simplement intitulé The Romantics, il est produit par Peter Solley (qui produira tous les albums du groupe à l’exception de Strictly Personal et 61/49) et sort le 4 janvier 1980, il inclut les chansons What I Like About You, When I Look In Your Eyes, Tell It to Carrie, Girl Next Door ou encore She’s Got Everything, une reprise des Kinks. Le tube What I Like About You, premier single de l’album, atteint la 49e place du Billboard Hot 100, la 12e place des charts aux Pays-Bas et devient numéro 2 du hit-parade en Australie. Les Romantics assurent alors les premières parties de Steve Miller, de Peter Frampton ou encore de Cheap Trick[réf. nécessaire].
En décembre 1980, le groupe sort National Breakout, son deuxième album, sur lequel figurent les chansons A Night Like this et Tomboy. Le groupe se produit en Europe et en Australie. Lorsqu’ils reviennent aux États-Unis, le guitariste Mike Skill quitte le groupe. Il est remplacé par le cubain Coz Canler. Strictly Personal, leur troisième album sort en octobre 1981. Il est produit par Mike Stone, qui travailla notamment avec Queen, Genesis avec Paul Stanley et Peter Criss puis produira Whitesnake et Journey. Il tente de rompre avec le son Power pop des premiers albums pour un son plus Arena rock. Strictly Personal est porté par le single No One Like You, chanté par Rich Cole qui, en 1982, quitte à son tour le groupe. C’est Mike Skill, l’ex-guitariste soliste qui le remplace à la basse.

### Consécration (1983–1985)
Les Romantics atteignent leur pic de popularité en 1983-1984 avec la sortie en septembre 1983 de l’album In Heat sur lequel figure Talking In Your Sleep, Rock You Up et One In a Million. L'album est certifié disque d'or (plus de 500 000 exemplaires vendus) aux États-Unis. 900 000 exemplaires auraient été vendus seulement aux États-Unis. In Heat est aussi certifié disque d'or au Canada pour 50 000 exemplaires vendus.
Talking In Your Sleep atteint le sommet des charts américains (3e au Billboard Hot 100, 2e au Mainstream Rock Tracks et 1er au Hot Dance Club Songs) et mondiaux (2e au Canada, 14e en Australie, 18e en Allemagne, 20e aux Pays-Bas, 15e en Afrique du Sud, 5e en Suède, et 20e en Suisse) Le single One In A Million connaitra aussi un certain succès. La chaîne de télévision MTV, très populaire à l’époque, diffuse alors régulièrement les clips du groupe. Les Romantics partent en tournée mondiale et apparaissent dans des programmes télévisuels populaires comme American Bandstand présenté par Dick Clark.
L'identité visuelle du groupe évolue à cette époque, au même titre que sa musique. Les tenues en cuir rouge et les cheveux courts des débuts sont remplacés par du vinyle noir et des cheveux longs, proche du look glam metal. Le kit de batterie Ludwig de Jimmy Marinos était d’ailleurs peint avec des motifs zébrés. En 1984, Jimmy Marinos quitte à son tour Les Romantics, David Petratos le remplace derrière les fûts et enregistrera avec eux l’album Rhythm Romance en 1985. Ce cinquième album ne rencontrera pas le succès de son prédécesseur[réf. nécessaire].

### Traversée du désert (1986–2002)
À la fin des années 1980, le groupe découvre que son manager répartissait l’argent de leurs tournées et des ventes de disques de manière inégale. De plus, il aurait autorisé l’exploitation de What I Like About You dans des publicités sans l’accord des membres du groupe. Ils décident de l’attaquer en justice en 1987, ce qui les empêchera de sortir un nouvel album avant le milieu des années 1990.
En 1990, Clem Burke, le batteur de Blondie remplace David Petratos. Le groupe gagne son procès contre leur ancien manager, ils peuvent donc enregistrer de nouveaux albums. Ainsi, en 1993, Les Romantics publient l’ EP Made In Detroit, suivi en 1996 de l'album live The King Biscuit Flower Hour Presents : The Romantics Live In Concert (enregistré en octobre 1983 à San Antonio). Jimmy Marinos réintègre le groupe pour une série de concerts en 1996/1997 lorsque Clem Burke participe à la reformation de Blondie. 

### Retour aux sources (depuis 2003)
En 2003, 20 ans après In Heat, les Romantics publient un nouvel album, intitulé 61/49, sur lequel Jimmy Marinos et Clem Burke se partagent la batterie. 61/49 n’est pas un succès commercial mais il permet au groupe de retrouver un certain respect auprès de la critique. Clem Burke, de retour dans Blondie, est remplacé par Brad Elvis (ex-batteur de The Elvis Brothers, et actuel batteur de The Handcuffs) en 2004.
En 2010, 28 ans après son départ, Rich Cole rejoint les Romantics. Coz Canler quitte le groupe en 2011, permettant à Mike Skill de reprendre sa place originale de guitariste soliste. La même année, Wally Palmar rejoint le All-Starr Band de Ringo Starr avec qui il reprend Talking In Your Sleep et What I Like About You Les Romantics se produisent toujours à travers les États-Unis, partageant l’affiche avec Cheap Trick, Rick Springfield, Night Ranger, Warrant, Tom Keifer ou encore Loverboy.
Le groupe original presque au complet et une setlist centrée sur les années 1977-1983 leur permettent de continuer à rencontrer un certain succès. En 2014, Wally Palmar fonde le groupe The Empty Hearts avec l'ex-Romantics et membre de Blondie Clem Burke à la batterie, Andy Babiuk des The Chesterfield Kings à la basse et Elliot Easton des Cars à la guitare. Le 16 mai 2016, les Romantics ont sorti un single incluant des reprises de Daydream Believer des Monkees et de We Gotta Get out of This Place des Animals.

## Membres
- Wally Palmar – chant, guitare rythmique, harmonica (depuis 1977), basse (2003 (live))
- Mike Skill – guitare solo, chant (1977–1980, (live), depuis 1981), basse, guitare, chant (1982–2010)
- Rich Cole – basse, chant (1977–1982, depuis 2010)
- Brad Elvis – batterie, percussion (depuis 2004)

### Anciens membres
- Jimmy Marinos – batterie, percussions, chant (1977–1984, 1996–1997)
- Coz Canler – guitare solo, chœurs (1981–2011)
- David Petratos – batterie, percussions, chœurs (1984–1990)
- Clem Burke – batterie, percussions (1990–1996, 1997–2004, 2010)
- Johnny « Bee » Badanjek – début des années 1990

## Discographie

### Albums studio
- 1980 : The Romantics
- 1980 : National Breakout
- 1981 : Strictly Personal
- 1983 : In Heat
- 1985 : Rhythm Romance
- 2003 : 61/49

### EP
- 1979 : Tell it to Carrie/Runnin' Away//First in Line/Let's Swing
- 1993 : Made in Detroit

### Album live
- 1996 : The King Biscuit Flour Hour Presents: The Romantics Live in Concert

### Singles
- 1977 : Little White Lies
- 1978 : Tell It to Carrie (réédité en 1980)
- 1980 : What I Like About You
- 1980 : When I Look in Your Eyes
- 1980 : Forever Yours
- 1980 : National Breakout
- 1981 : A Night Like This
- 1981 : No One Like You
- 1981 : Strictly Personal
- 1983 : Talking in Your Sleep
- 1983 : Rock You Up
- 1984 : One in a Million
- 1985 : Test of Time
- 1985 : Mystified